# Mixed-Use-Center
Mixed-Use-Center sind Einrichtungen, die Angebote aus dem Handels- oder Dienstleistungsbereich unter einem Dach beherbergen. Eine eindeutige Zuordnung zu einem dieser Bereiche ist daher nicht möglich. Sie sollen Erlebnis mit Konsum verbinden und dadurch für die Kunden eine besondere Attraktion darstellen. Ihre diversifizierte Angebotspalette kann Einkaufsmöglichkeiten, Serviceleistungen, Freizeit- und Kulturveranstaltungen, Sportangebote, Übernachtungskapazitäten, Abendunterhaltung und ähnliche Angebote umfassen.

## Charakteristik
Mixed-Use-Center entstehen oft in gemeinschaftlichen Großprojekten zwischen Industrie und Einzelhandel.
Ihre Verkehrsanbindung ist überdurchschnittlich gut und meist besteht Anschluss zur Hochleistungsinfrastruktur (Schnellbahn, Autobahn etc.). Daher haben diese Zentren überregionale Bedeutung und ziehen Besucher aus der weiteren Umgebung an. Für die anliegende Bevölkerung stellen sie oft einen Treffpunkt dar, was ihnen eine soziokulturelle Komponente verleiht. Durch diese weitreichende Bedeutung entstehen Multiplikatoreffekte, was weitere Investitionen für Unternehmen und Dienstleister attraktiv macht.
Oft stehen diese Mixed-Use-Center unter einem bestimmten Motto, zum Beispiel eine bestimmte Marke zu etablieren oder populär zu machen. Man spricht hier von Brand Lands oder Corporate Lands, deren Angebote oft direkten Bezug zur Marke haben, die sie präsentieren. Erlebnis spielt bei dieser Vermarktung eine große Rolle, da für die Kunden durch diese Kombination zwischen Erlebnis und Konsum eine dauerhafte Verbindung zur Marke geschaffen wird.

## Beispiele
- Autostadt in Wolfsburg
- Legoland

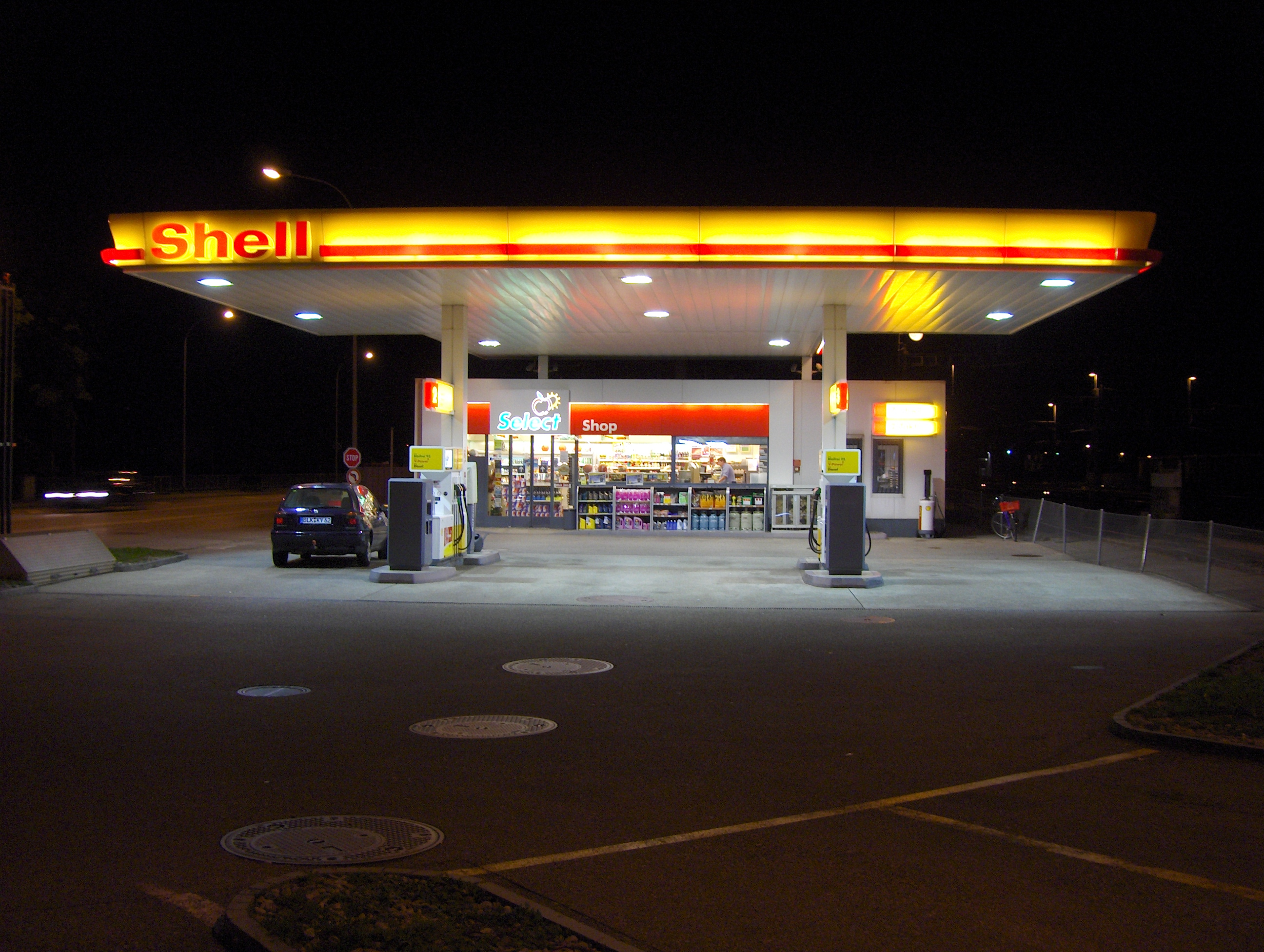
Tankstelle

- große Einkaufszentren (z. B. Arcaden)
- BMW Welt in München
- große Bahnhöfe
- Flughäfen
- Tankstellen